# Жан-Клод Кили
Жан-Клод Кили (фр. Jean-Claude Killy) је бивши француски алпски скијаш који је доминирао овим спортом крајем 1960-их. Освојио је све три медаље на Зимским олимпијским играма у Греноблу 1968. Освајач је великог кристалног глобуса за прве две сезоне Светског купа у алпском скијању.

## Младост
Кили је рођен у Сен Клуу, предграђу Париза, током нацистичке окупације Француске. По завршетку рата његова породица се преселила у Вал д'Изер, познати скијашки центар у Алпима. Његова мајка Мадлин је напустила породицу када му је било седам година, па је његов отац Робер морао да се брине о њему, његовој старијој сестри Франс, и млађем брату Мику. Жан-Клод је послат у интернат у Шамбери, који је удаљен 130 километара од села Савој где су живели, међутим то је веома тешко прихватао.

## Почетак каријере
Кили је већу пажњу посвећивао скијању него школи. Отац му је дозволио да напусти школовање када је имао петнаест година, а годину дана касније постао је члан француског јуниорског тима. Тих година био је веома брз у тркама иако их веома често није завршавао, па почетком 1960-их није бележио веће успехе.
Децембра 1961. Кили је по први пут победио у некој међународној трци и то у велеслалому. Трка је одржана у Вал д'Изеру а он је стартовао као 39.
Иако је као одличан велеслаломаш уврштен у француску репрезентацију за Светско првенство 1962. у Шамонију ипак је ово такмичење морао да пропусти. Наиме, само три недеље пре почетка првенства, док је покушавао да се квалификује за такмичење у спусту на Светском првенству, скијајући у североисточној Италији у Кортини д'Ампецо тешко се повредио. Кили је скијао веома ризично и приликом уласка у једну компресију, неких 180 метара од циља, ударио је у лед, одмах се придигао и завршио трку на једној скији и са најбољим временом. Нажалост његова друга нога је била сломљена тако да је Светско првенство посматрао са штакама.
Две године касније, као двадесетогодишњак, Кили се такмичио у све три дисциплине на Зимским олимпијским играма у Инзбруку јер је његов тренер желео да га припреми за наредне Зимске олимпијске игре.
На несрећу, Кили је био опхрван болестима као што су амебна дизентерија и хепатитис, обољења која је добио у Алжиру, током служења војног рока у француској војсци. Био је потпуно ван форме и остварио је веома лоше резултате. У спусту је пао неколико метара после старта, у слалому су му отпали везови а у велеслалому је био пети, иако је важио за великог фаворита у овој дисциплини.

## Године доминације
Прва половина 1960-их је била прилично разочаравајућа за Килија али је зато током наредних година дошао до пуног изражаја. У августу 1966. на Светском првенству у Портиљу у Чилеу, по први пут је победио у спусту на некој међународној трци а поред тога освојио је и златну медаљу комбинацији. Свој зенит је достигао у првој сезони Светског купа у алпском скијању која је почела у јануару 1967.
Кили је постао први победник Светског купа 1967. године, победивши у 12 од 17 трка. Те сезоне је освојио и титуле у свим дисциплинама; победио је на свих пет трка у спусту и у четири од пет велеслаломских трка.
Следеће године Кили осваја Триплу круну у алпском скијању победама на олимпијским играма у Греноблу, у дисциплинама спуст, велеслалом и слалом. С обзиром да је био први у спусту и слалому освојио је и златну медаљу у комбинацији.
Исте године је са лакоћом поново освојио велики кристални глобус, био је најбољи у поретку велеслалома, а другопласирани у поретку за спуст и слалом. Те сезоне су се трке са Олимпијских игара бодовале за Светски куп. По завршетку сезоне се пензионисао и преселио у Женеву у Швајцарској.

## После спортске каријере
Од 1977. до 1994. био је члан Извршног одбора Алпског скијашког комитета Међународне скијашке федерације. Био је копредседник организационог одбора Зимских олимпијских игара 1992. у Албервилу и председник организационог одбора бициклистичке Трке око Француске, од 1992. до 2001. Од 1995. до 2008. био је члан Међународног олимпијског комитета. Добитник је ордена Легије части 2000. године.
Килијев успех у Греноблу није могао да дође у погодније време за њега: Зимске олимпијске игре 1968. биле су прве које је Америчка радиодифузна компанија интензивно преносила на телевизији, у боји. Његов свеобухватни успех, у комбинацији са његовим галским талентом и изгледом, учинио га је славном личношћу преко ноћи у Сједињеним Државама, посебно међу младим женама. У мају 1968, Кили је потписао уговор са Интернационалном менаџментском групом, фирмом за спортски менаџмент на чијем је челу био Марк Макормак. После трка на Динамик ВР17 и Росигнол скијама током дела своје каријере када је био доминантан, Кили је потписао уговор са Хед Ски у јесен 1968. да подржи скије од метала и фибергласа названу по њему, Кили 800. Предузеће Хед, које је AMF купио следеће године, производило је линију Кили скија најмање две године.
У телевизијским рекламама Кили је промовисао Американ екпрес картицу. Такође је постао заступник за Швин бицикле, Јунајтед Ерлајнс и Шевролет аутомобиле; последња, улога коју је детаљно описао новинар Хантер С. Томпсон у свом чланку из 1970. „Искушења Жан-Клода Килија” за Scanlan's Monthly.
Кили је глумио инструктора скијања у криминалистичком филму  Snow Job из 1972. године, објављеном у Великој Британији као The Ski Raiders, и на америчкој телевизији као The Great Ski Caper. Америчка деца раних 1970-их познавала су Килија из ТВ рекламе у којој се представља, а његов густ нагласак је претворио његово име у „Чоколадна маца“. Кили је играо самог себе у филму Copper Mountain: A Club Med Experience из 1983. године, са Џимом Каријем и Аланом Тиком у главним улогама, смештен у Коперовој планини, Колорадо. Кили такође глуми у значајном ТВ филму Пеги Флеминг у долини Сунца (1971), у којем изводи изванредне скијашке трикове заједно са троструком светском шампионком у клизању Пеги Флеминг.
Жан-Клод Кили је такође имао кратку каријеру као тркач између 1967. и 1970. године, учествујући на неколико аутомобилских трка укључујући и Монцу. Кили је учествовао на 24 сата Ле Мана 1969. године, у партнерству са Бобом Волеком, још једним бившим скијашем који је постао тркач. Килијев и Волеков ауто је неко време водио своју класу пре него што се повукао из трке са само четири сата до краја. У тиму са колегом Французом Бернардом Кахиром, Кили је био 7. укупно у Тарга Флорио 1967. у Поршу 911 С и први у ГТ класификацији.
У новембру 1972, Кили је изашао из скијашких трка у пензију са 29 година да би се две сезоне такмичио на професионалним стазама у САД. Након жустрог изазова двоструког браниоца титуле Спајдера Сабича, Кили је освојио титулу у сезони 1973. године, узевши 28.625 долара у тркама и 40.000 долара бонуса за шампионат. Он је пропустио је следећу сезону, у којој је победник био Хјуго Ниндл, због понављајуће стомачне болести, а затим се вратио у јесен 1974. године. Повреде су га успориле и завршио далеко иза позиције на табели из 1975. коју је освојио Ханк Кашива.
Године 1975, Кили је ангажован да води нове скијашке операције у Скијашкој области Шони планине, одмаралишту у подножју планине Поконо у североисточној Пенсилванији. Боб Гилен је 1983. писао у Ski магазину о растућој репутацији планине Шони као скијалишта. Он је изјавио: „Део почетног интересовања је подстакнут ангажовањем Жан-Клода Килија да представља објекат, и неколико сезона је тамо провео више дана. Први пут када је моја жена скијала са мном, видео сам Килија како се спушта низ Шони — био је брз и углађен и често је стајао да провери време на свом Ролексу.“
Од 1977. до 1994, он је био члан Извршног одбора Комитета за алпско скијање FIS-а. Кили је био копредседник Зимских олимпијских игара 1992. одржаних у Албертвилу, Француска, и председник бициклистичке трке Друштво Туре де Франс између 1992. и 2001. Од 1995. до 2014. био је члан Међународног олимпијског комитета и председавао је координационим комитетом за Торино 2006. и Сочи 2014. године. Од тада је почасни члан.
Кили се окушао у трчању на даљину и такмичио се на Њујоршком маратону 1983, завршио је за 3:58:33.

## Приватни живот
Од 1973. до 1987. био је у браку са француском глумицом Данијел Гобер. Са њом има ћерку Емили, а поред ње усвојио је и Данијелиних двоје деце.

## Освојени кристални глобуси
| Сезона | Дисциплина |
| ------ | ---------- |
| 1967.  | Укупно     |
| 1967.  | Спуст      |
| 1967.  | Велеслалом |
| 1967.  | Слалом     |
| 1968.  | Укупно     |
| 1968.  | Велеслалом |

## Победе у Светском купу
| Сезона | Датум             | Место                            | Трка       |
| ------ | ----------------- | -------------------------------- | ---------- |
| 1967.  | 9. јануар 1967.   | Аделбоден, Швајцарска            | Велеслалом |
| 1967.  | 14. јануар 1967.  | Венген, Швајцарска               | Спуст      |
| 1967.  | 15. јануар 1967.  | Слалом                           |            |
| 1967.  | 21. јануар 1967.  | Кицбил, Аустрија                 | Спуст      |
| 1967.  | 22. јануар 1967.  | Слалом                           |            |
| 1967.  | 27. јануар 1967.  | Межев, Француска                 | Спуст      |
| 1967.  | 3. март 1967.     | Сестријере, Италија              | Спуст      |
| 1967.  | 10. март 1967.    | Франконија, САД                  | Спуст      |
| 1967.  | 11. март 1967.    | Слалом                           |            |
| 1967.  | 12. март 1967.    | Велеслалом                       |            |
| 1967.  | 19. март 1967.    | Вејл, САД                        | Велеслалом |
| 1967.  | 25. март 1967.    | Џексон Хол, САД                  | Велеслалом |
| 1968.  | 8. јануар 1968.   | Аделбоден, Швајцарска            | Велеслалом |
| 1968.  | 9. фебруар 1968.  | Гренобл, Француска 1968. Гренобл | Спуст      |
| 1968.  | 12. фебруар 1968. | Гренобл, Француска 1968. Гренобл | Велеслалом |
| 1968.  | 17. фебруар 1968. | Гренобл, Француска 1968. Гренобл | Слалом     |
| 1968.  | 10. март 1968.    | Мерибел, Француска               | Велеслалом |
| 1968.  | 29. март 1968.    | Росленд, Канада                  | Слалом     |